# Strzelecki-Park (Krakau)

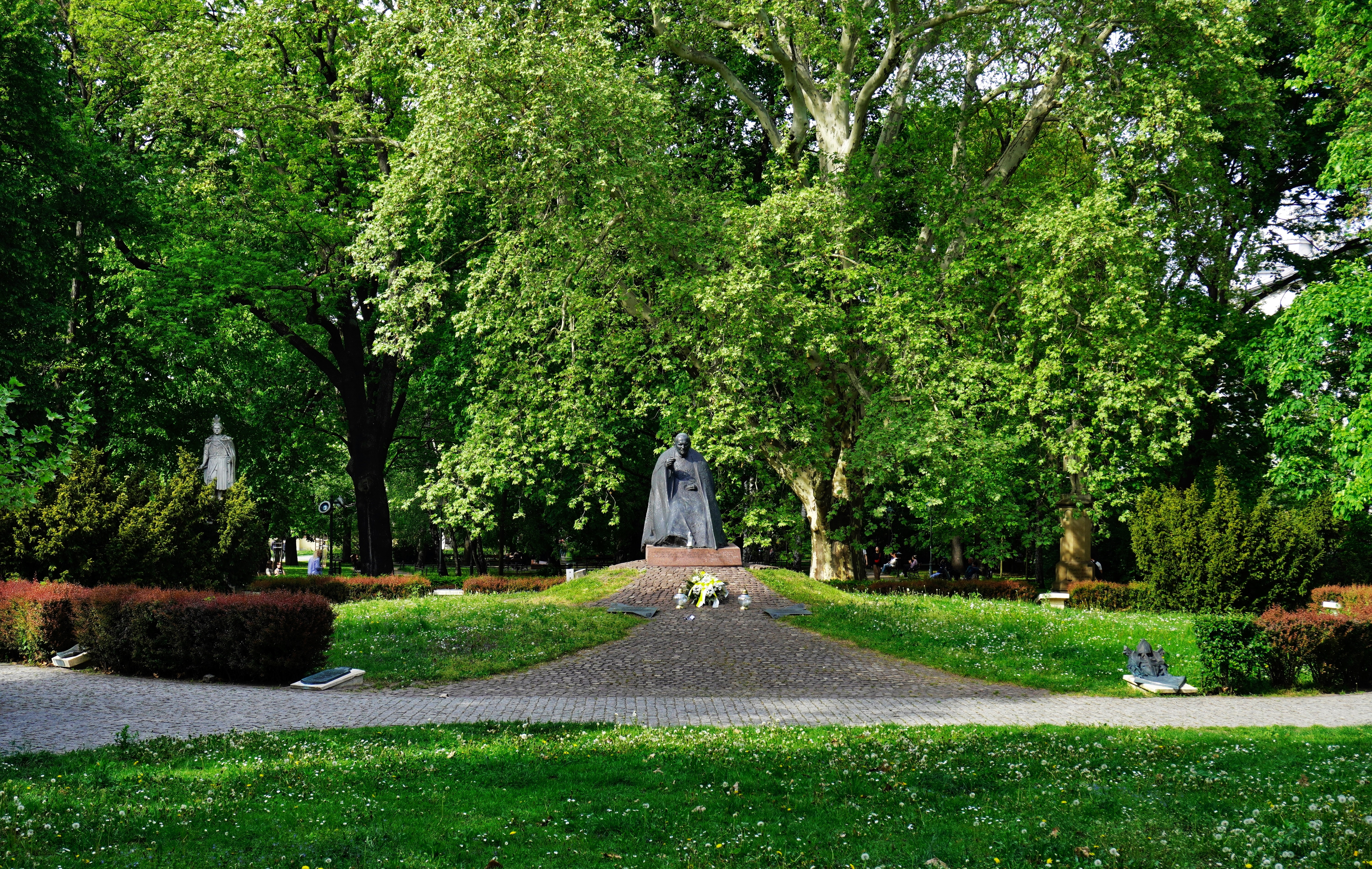
Strzelecki-Park im Sommer

Der Strzelecki-Park ist eine ca. 1,41 ha große Gartenanlage im Krakauer Stadtteil Wesoła östlich der Krakauer Altstadt.

## Geschichte
Der Park und das damalige Palais von Maurycy Samelsohn wurde 1837 von der Krakauer Schützengesellschaft erworben und als Übungsstätte angelegt. Als Sitz des Vereins wurde im gleichen Jahr das Celestat-Palais im Park erbaut, der ursprünglich bedeutend größer war als heute. Die Krakauer Feierlichkeiten zur Hochzeit von Franz Joseph und Sissi im Jahr 1854 fanden in dem Park statt. Seither war er ein beliebter Freizeitort der Krakauer. Im Park wurden zahlreiche Denkmäler und Statuen aufgestellt. 1901 wurde an seinem Ostrand das Mańkowski-Palais errichtet, das heute als Verwaltungsgericht dient.